# Abbaye Saint-Jean d'Orbestier
L'abbaye Saint-Jean d'Orbestier est une abbaye située au Château-d'Olonne sur la commune des Sables-d'Olonne, dans le département de la Vendée.

## Histoire

### Fondation au Moyen Âge
C'est en juillet 1107, sous le règne de Philippe Ier, que Guillaume IX, duc d'Aquitaine et comte de Poitou, autorisa les moines bénédictins à construire dans la vaste forêt d'Orbestier une abbaye dédiée à saint Jean-Baptiste et Sainte-Marie.
En 1181, Richard Cœur de Lion reçut les moines d'Orbestier qui se plaignaient que Raoul III de Mauléon et ses officiers leur causaient de grands préjudices. Richard Cœur de Lion reconnut les usurpations commises et confirma tous les privilèges des moines d'Orbestier.
L'abbaye fut incendiée en 1251 et pillée par les Anglais en 1340 durant la guerre de Cent Ans.
En mars 1569, au cours des guerres de religion, les protestants incendièrent l'abbaye. Ne disposant d'aucune protection, la plupart des moines d'Orbestier jugèrent prudent de quitter l'habit et de se rallier à la cause des protestants. Ceux qui restèrent ne furent pas capables de préserver leurs terres et faire respecter leurs droits.

### Disparition de l'abbaye
Au XVIIe siècle, c'est une abbaye en ruine dont le domaine temporel est entièrement affermé à partir de 1659. En 1769, le monastère est supprimé et sa mense conventuelle rattachée à la fabrique de la cathédrale de Luçon.
À la Révolution, le domaine de l'abbaye et les bâtiments furent saisis et vendus comme biens nationaux. Durant tout le XIXe siècle et début du XXe siècle, l'abbaye servit successivement d'exploitation agricole et à partir de 1921 d'amer aux navires.
Les vestiges de l'abbaye sont inscrits au titre des monuments historiques par arrêté du 28 janvier 1935.

## Vestiges
En 1920, la voûte s'effondre. En 1989, la commune du Château-d'Olonne achète l'abbaye et commence les travaux de restauration avec le soutien de l'Association d'Orbestier créée par Joël Guersent.
D’importants travaux de réhabilitation sont actuellement menés par la ville avec le soutien de l’État (DRAC), du Conseil régional des Pays de la Loire, du Conseil départemental de la Vendée et de la Fondation du patrimoine à travers une souscription publique.